# Гилберт, Лин
Гвендолин Лесли Гилберт (англ. Gwendolyn Lesley Gilbert, род. 5 декабря 1942, Мельбурн), более известная как Лин Гилберт (англ. Lyn Gilbert) — австралийский микробиолог, специализируется на контроле и профилактике инфекционных заболеваний, в том числе COVID-19.

## Ранние годы и образование
Гвендолин Лесли Стюарт-Мюррей родилась в Мельбурне в 1942 году. Она получила образование в средней школе Камбервелла с 1954 по 1959 год, получила диплом школы и выиграла три стипендии для обучения в университете. Она окончила Мельбурнский университет в 1965 году со степенью бакалавра медицины и вернулась в этот университет, чтобы получить степень доктора медицины в 1991 году, защитив диссертацию «Инфекционные заболевания беременных и новорождённых». В 2003 году окончила Университет Монаша со степенью магистра биоэтики.

## Карьера
Гилберт читала лекции по микробиологии в Мельбурнском университете (1976–1978), а затем перешла сначала в Королевскую женскую больницу (1979–1984), а затем в Королевскую детскую больницу (1984–1990), обе в Мельбурне. В 1991 году она переехала в Сидней, чтобы занять должность директора Центра инфекционных заболеваний и микробиологии в больнице Вестмид и клинического профессора Сиднейского университета.
С февраля 2020 года по март 2021 года она была председателем Экспертной группы по инфекционному контролю, национальной группы, созданной для консультирования по COVID-19. Она также руководила обзорами вспышек COVID-19 в учреждениях по уходу за престарелыми и внесла свой вклад в работу Королевской комиссии по качеству и безопасности ухода за престарелыми.

## Почести и признание
Австралийское общество микробиологии учредило ежегодную премию Лин Гилберт в её честь. Первым победителем стал Дэвид Эллис.
В честь Дня Австралии 2017 года она была назначена кавалером Ордена Австралии в знак признания её «выдающихся заслуг перед медицинскими исследованиями, особенно в области профилактики и борьбы с инфекционными заболеваниями, в высшем образовании в качестве академика и перед политикой общественного здравоохранения».